# Чехословаччина на літніх Олімпійських іграх 1968
На Літніх Олімпійських іграх 1968 року в Мехіко, (Мексика) Чехословаччина була представлена 121 спортсменом: 94 чоловіків і 27 жінок, які брали участь в 66 змаганнях з 14 видів спорту. Збірна завоювала тринадцять медалей, з них сім — золотих, дві — срібних та чотири бронзових.

## Медалісти
Золото
- Віра Чаславська — Спортивна гімнастика, Жінки, абсолютний залік.
- Віра Чаславська — Спортивна гімнастика, Жінки, опорний стрибок.
- Віра Чаславська — Спортивна гімнастика, Жінки, вільні вправи.
- Віра Чаславська — Спортивна гімнастика, Жінки, різновисокі бруси.
- Мілослава Резкова — Легка атлетика, Жінки, стрибки у висоту.
- Ян Курка — Стрільба, Дрібнокаліберна гвинтівка, 50 метрів, лежачи.
- Мілена Духкова — Стрибки в воду, Жінки, вишка, 10 м.

 Срібло
- Віра Чаславська — Спортивна гімнастика, Жінки, колода.
- Віра Чаславська, Маріанна Крайчирова, Яна Познерова, Гана Лішкова, Богуміла Ржимначова, Мірослава Скленічкова — Спортивна гімнастика, Жіноча команда, командний залік.

 Бронза
- Богуміл Голіан, Зденек Гроссл, Любомир Заїчек, Петр Коп, Драгомир Куделка, Йозеф Мусіл, Володимир Петлак, Антонін Прохазка, Їржі Свобода, Йозеф Смолка, Франтішек Сокіл, Павел Шенк — Волейбол, Чоловічий турнір.
- Людвік Данек — Легка атлетика, Чоловіки, метання диска.
- Мірослав Земан — Греко-римська боротьба, до 52 кг.
- Петр Кмент — Греко-римська боротьба, понад 97 кг.

## Учасники

### Волейбол
Чоловіки — 12
Чоловіча збірна Чехословаччини здобула на Олімпіаді сім перемог поспіль, але дві поразки від збірних Польщі і СРСР відкинули її на загальне третє місце.
Жінки — 12
Жіноча збірна Чехословаччини здобула на Олімпіаді три перемоги і зазнала чотири поразки, зайнявши шосте місце.

### Бокс
Спортсменів — 5
Четверо з п'яти чеських боксерів зазнали поразки на Олімпіаді в першому бою, а Ян Гейдук — в другому.

### Боротьба
Спортсменів — 6
В змаганнях з боротьби від Чехословаччини взяли участь 6 спортсменів: 5 — представники греко-римської боротьби і 1 — вільної. Мірослав Земан і Петр Кмент завоювали бронзові медалі.

### Легка атлетика
В змаганнях з легкої атлетики від Чехословаччини взяли участь 13 спортсменів (7 чоловіків і 6 жінок). Мілослава Резкова стала чемпіонкою в стрибках у висоту. Людвік Данек завоював бронзову медаль в метанні диска. Ярослава Валентова була четвертою, а Марія Мрачнова — шостою в стрибках у висоту. Бігун Йозеф Плахій був п'ятим на дистанції 800 м.

### Спортивна гімнастика
Чоловіки — 6
Представники чоловічої збірної Чехословаччини зі спортивної гімнастики не змогли втрутитися в боротьбу за медалі, залишившись без нагород. В командному заліку Чехословаччина зайняла четверте місце. В індивідуальному заліку найвище місце зайняв Вацлав Кубічка — дев'ятнадцяте і він же зайняв шосте місце у вправах на брусах.
Жінки — 6
Жіноча збірна зі спортивної гімнастики завоювала срібну медаль. Віра Чаславська стала чемпіонкою в індивідуальній першості, у вільних вправах, у вправах на брусах і в опорному стрибку, а на колоді завоювала срібну медаль..
| Гімнастка             | Командний залік | Абсолютний залік | Снаряд | Снаряд | Снаряд          | Снаряд        |
| Гімнастка             | Командний залік | Абсолютний залік | Колода | Бруси  | Опорний стрибок | Вільні вправи |
| --------------------- | --------------- | ---------------- | ------ | ------ | --------------- | ------------- |
| Віра Чаславська       | Срібло          | Золото           | Срібло | Золото | Золото          | Золото        |
| Богуміла Ржимначова   | Срібло          | 7                | 10     | 4      | 24              | 5             |
| Мірослава Скленічкова | Срібло          | 9                | 23     | 6      | 6               | 17            |
| Маріанна Крайчирова   | Срібло          | 9                | 22     | 22     | 4               | 7             |
| Гана Лішкова          | Срібло          | 11               | 10     | 12     | 13              | 13            |
| Яна Познерова         | Срібло          | 15               | 18     | 28     | 13              | 8             |

### Футбол
Спортсменів — 18
Програвши в першому матчі збірній Гватемали, Чехословаччина зіграла внічию з Болгарією, перемогла Таїланд, зайняла третє місце в групі і припинила боротьбу за медалі.